# Hospital Regional do Sertão Central

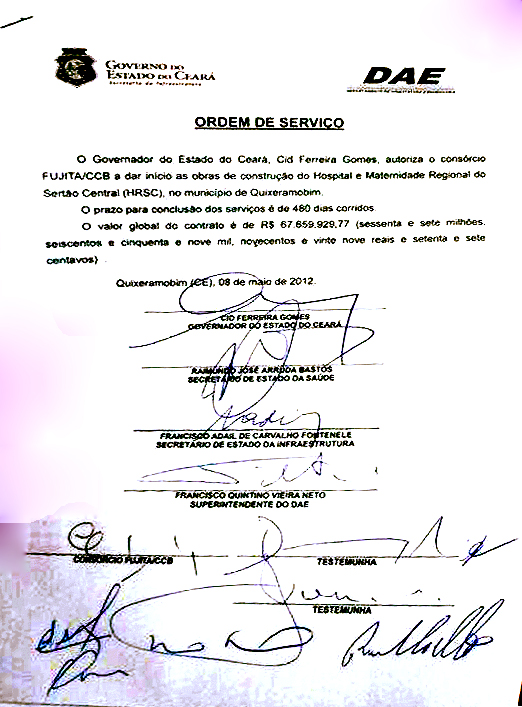
Ordem de serviço

O Hospital Regional do Sertão Central é um hospital localizado no município de Quixeramobim, no estado Ceará, Brasil. 
O hospital atenderá uma população de cerca de 612 mil habitantes, dos municípios  cearenses de, Boa Viagem, Canindé, Caridade, Itatira, Madalena, Paramoti, Banabuiú, Choró, Ibaretama, Ibicuitinga, Milhã, Pedra Branca, Quixadá, Senador Pompeu, Solonópole, Aiuaba, Arneiroz, Parambu, Tauá e Quixeramobim. 

## Atuação clínica
Atendimento de hospital geral com atuação terciária, alta complexidade, além de serviços ambulatoriais e de clínica. 

## Leitos
O hospital é composto por 15 leitos na emergência infantil, 30 leitos na emergência de adultos, 20 leitos de UTI, 16 leitos de terapia semi-intensiva, 12 leitos de cirurgia, 8 leitos no setor de neonatologia, 11 leitos neonatais e 140 leitos na enfermaria. Serão 11 salas de cirurgia, 15 consultórios e oito salas de exames e tratamentos. 